# Kfz-Kennzeichen (Eswatini)

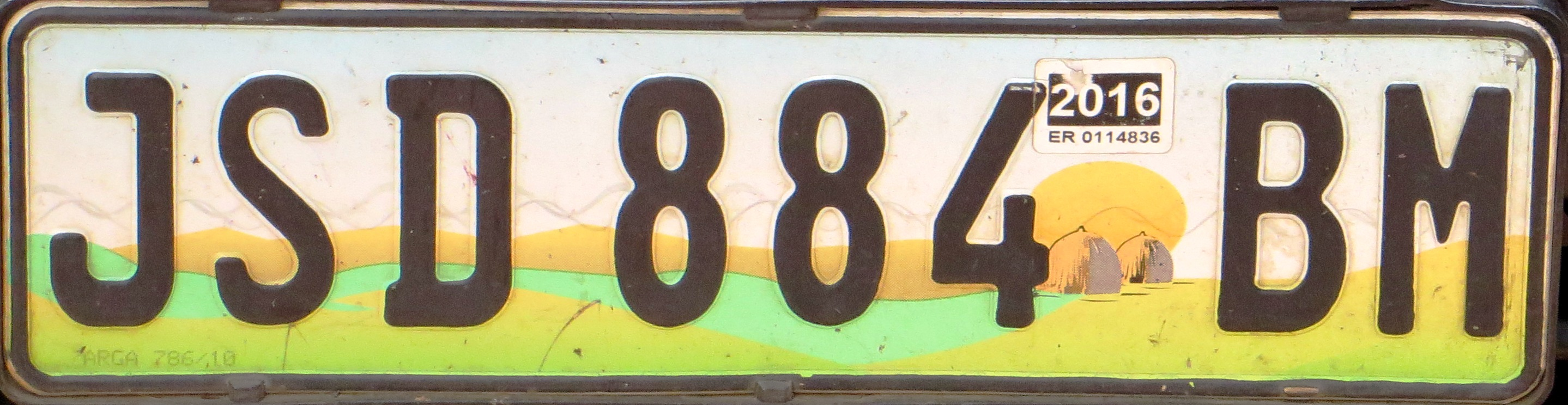
Aktuelles Kennzeichen aus M = Manzini

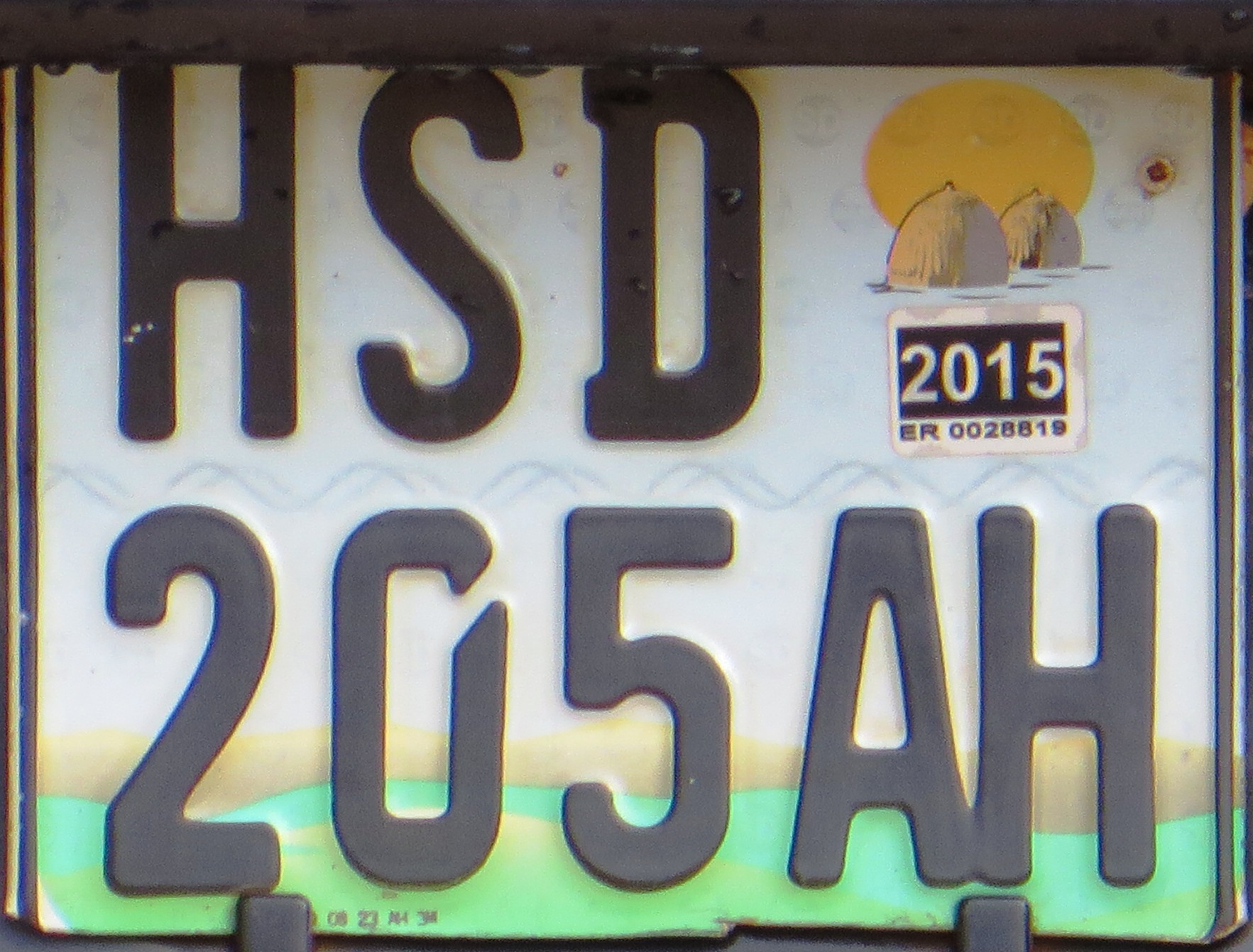
Zweizeiliges Kennzeichen aus H = Hhohho

Die Kfz-Kennzeichen von Eswatini sind in ihrer Größe und der Gestaltung an die südafrikanischen Kfz-Kennzeichen angelehnt. Das heutige Format wird seit 2010 verwendet.

## Aktuell
Das 2010 eingeführte Design ähnelt stark dem Design des südafrikanischen Kennzeichens. Dies wurde eingeführt, um den Diebstahl von Fahrzeugen aus Eswatini in Südafrika zu erschweren.
Die Beschriftung folgt dem Muster XSD###XC. Dabei steht X für einen zufälligen Buchstaben, SD ist das Nationalitätszeichen für Eswatini (abgeleitet vom früheren Namen Swaziland), # steht für eine zufällige Ziffer und C für den Herkunftscode. Letzterer orientiert sich an den Distrikten und wird wie folgt vergeben:
- H – Hhohho
- L – Lubombo
- M – Manzini
- S – Shiselweni.

Wunschkennzeichen, bei denen die Aufschrift frei gewählt werden kann, sind ebenfalls möglich. Die letzten beiden Buchstaben lauten in diesem Fall jeweils SD.

## Geschichte
Bis 1980 wurden für Privatfahrzeuge Kennzeichen mit weißer Schrift auf schwarzem Hintergrund verwendet. Diese begannen mit dem Länderkürzel SD, gefolgt von fünf Ziffern.
Zwischen 1980 und 2011 wurde ein System mit schwarzer Schrift auf gelbem Hintergrund verwendet. Auf das Länderkürzel SD folgten nun drei Ziffern und zwei Buchstaben.